# Championnats d'Italie de squash
Les Championnats d'Italie de squash sont une compétition de squash individuelle organisée par la Fédération italienne de squash. Ils se déroulent chaque année depuis 1977.
Yuri Farneti détient le record de victoires avec 10 titres.
Manuela Manetta détient le record féminin avec 10 titres.

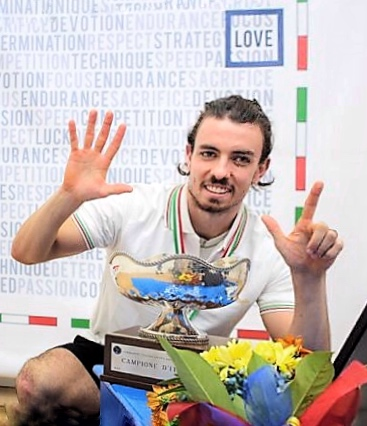
Yuri Farneti après son titre en 2021.

## Palmarès

### Hommes
- 2025 : Yuri Farneti[1]

- 2024 : Yuri Farneti[2]
- 2023 : Yuri Farneti[3]

- 2022 : Yuri Farneti[4]
- 2021 : Yuri Farneti[5]
- 2020 : Yuri Farneti
- 2019 : Yuri Farneti
- 2018 : Yuri Farneti
- 2017 : Yuri Farneti
- 2016 : Yuri Farneti
- 2015 : Yuri Farneti
- 2014 : Davide Bianchetti
- 2013 : Marcus Berrett
- 2012 : Marcus Berrett
- 2011 : Marcus Berrett
- 2010 : Josè Facchini
- 2009 : Josè Facchini
- 2008 : Andrea Torricini
- 2007 : Simone Rocca
- 2006 : Simone Rocca
- 2005 : Luca Mastrostefano
- 2004 : Simone Rocca
- 2003 : Andrea Capella
- 2002 : Andrea Capella
- 2000/2001 : Josè Facchini
- 1999 : Davide Bianchetti
- 1998 : Davide Bianchetti
- 1997 : Francesco Busi
- 1996 : Davide Bianchetti
- 1995 : Davide Bianchetti
- 1994 : Francesco Busi
- 1993 : Davide Sisti
- 1992 : Simone Rocca
- 1991 : Simone Rocca
- 1990 : Simone Rocca
- 1989 : Simone Rocca
- 1988 : Simone Rocca
- 1987 : Marco Nerozzi
- 1986 : Marco Nerozzi
- 1985 : Edoardo Possati
- 1984 : Marco Nerozzi
- 1983 : Edoardo Possati
- 1982 : Marco Nerozzi
- 1981 : Marco Nerozzi
- 1980 : Marco Nerozzi
- 1979 : Marco Nerozzi
- 1978 : Marco Nerozzi
- 1977 : Peter Carmell

### Femmes
- 2025 : Cristina Tartarone[1]
- 2024 : Cristina Tartarone[2]
- 2023 : Giulia Semprini[3]
- 2022 : Cristina Tartarone[6]
- 2021 : Monica Menegozzi
- 2020 : Monica Menegozzi
- 2019 : Cristina Tartarone
- 2018 : Monica Menegozzi
- 2017 : Monica Menegozzi
- 2016 : Eleonora Marchetti
- 2015 : Monica Menegozzi
- 2014 : Elisabetta Priante
- 2013 : Manuela Manetta
- 2012 : Sonia Pasteris
- 2011 : Manuela Manetta
- 2010 : Manuela Manetta
- 2009 : Manuela Manetta
- 2008 : Manuela Manetta
- 2007 : Manuela Manetta
- 2006 : Manuela Manetta
- 2005 : Sonia Pasteris
- 2004 : Manuela Manetta
- 2003 : Manuela Manetta
- 2002 : Manuela Manetta
- 2000/2001 : Sonia Pasteris
- 1999 : Sonia Pasteris
- 1998 : Sonia Pasteris
- 1997 : Teresa Beresford
- 1996 : Sonia Pasteris
- 1995 : Teresa Beresford
- 1994 : Teresa Beresford
- 1993 : Teresa Beresford
- 1992 : Teresa Beresford
- 1991 : Clarissa Fabbri
- 1990 : Barbara Masi
- 1989 : Clarissa Fabbri
- 1988 : Clarissa Fabbri
- 1987 : Barbara Masi
- 1986 : Barbara Masi
- 1985 : Barbara Masi
- 1984 : Barbara Masi
- 1983 : Barbara Masi
- 1982 : Maria Grazia Sisti
- 1981 : Rita Rota
- 1980 : Rita Rota
- 1979 : Rita Rota
- 1978 : Rita Rota
- 1977 : Jade Royal